# Рендер-ферма
Рендер-ферма — компьютерный кластер для рендеринга компьютерной графики с помощью автономной пакетной обработки. Обычно применяется для создания визуальных эффектов в фильмах и телепередачах.
Задача по рендерингу сложных сцен достаточно ресурсоемка. Её распараллеливание и выполнение сразу на множестве компьютеров позволяет значительно сокращать время создания видеоматериалов. Часто рендер-ферма берется в аренду для выполнения конкретных задач.